# 웨스턴 시드니 원더러스 FC
웨스턴 시드니 원더러스 FC(Western Sydney Wanderers FC)는 오스트레일리아의 A리그 멘 소속 프로 축구단으로 뉴사우스웨일스주 시드니 서부 지역을 연고로 하며 2012-13시즌 부터 A리그 멘에 참가하기 시작했다.

## 역사
2012년 4월 4일에 창단하였고 토니 포포비치 감독을 팀의 초대 감독으로 선임한 후 2012-13 시즌부터 A리그에 참가하기 시작하였다. 창단 첫 해 정규 리그 우승을 기록하고 그랜드 파이널에 출전하였으나 센트럴코스트에 패하여 준우승에 머물렀다.
이후, 2014 AFC 챔피언스리그에 처음으로 우승하였다. 이는 A리그에서 최초의 AFC 챔피언스리그 우승이기도 하다.

## 선수 명단

### 현역
참고: FIFA 자격 규정에 따라 소속된 국가대표팀 국기를 표시합니다. 선수는 복수의 FIFA 비회원국 국적을 가지고 있을 수 있습니다.
| 번호 | 포지션 | 국적 | 이름          |
| ---- | ------ | ---- | ------------- |
| 8    | DF     |      | 정태욱        |
| 9    | FW     |      | 마커스 안톤손 |

| 번호 | 포지션 | 국적 | 이름 |
| ---- | ------ | ---- | ---- |

## 역대 감독
| 감독            | 임기        |
| --------------- | ----------- |
| 마르쿠스 바벨   | 2018 ~ 2020 |
| 앨런 스타이치치 | 2024 ~      |

## 우승 기록

### 국내 대회

#### 리그
- A리그 챔피언십

● 준우승 (3): 2013, 2014, 2016
- A리그 프리미어십

● 우승 (1): 2012-13
● 준우승 (2): 2013-14, 2015-16

### 국제 대회

#### 아시아 대회
- AFC 챔피언스리그

● 우승 (1): 2014